# Ramón Magsaysay y del Fierro
Ramón Magsaysay y del Fierro (castellà: Ramon del Fierro Magsaysay)  (Iba, 31 d'agost de 1907 - Mount Manunggal, 17 de març de 1957) va ser un estadista filipí que va exercir com el setè president de les Filipines, des del 30 de desembre de 1953 fins a la seva mort en un desastre aeri. Mecànic d'automòbils de professió, Magsaysay va ser nomenat governador militar de Zambales després del seu destacat servei com a líder guerriller durant la Guerra del Pacífic. Després va ser congressista durant dues legislatures pel Partit Liberal per Zambales abans de ser nomenat Secretari de Defensa Nacional pel president Elpidio Quirino. Va ser escollit president sota la bandera del Partit Nacionalista.
Va ser el primer president filipí nascut durant el segle xx i el primer a néixer després de l'era colonial espanyola.

## Biografia

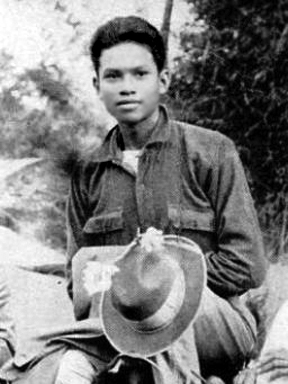
Ramón Magsaysay d'adolescent

Ramón Magsaysay, d'ascendència mixta tagal i ilokà, va néixer a Iba (Zambales) el 31 d'agost de 1907, fill d'Exequiel Magsaysay y de los Santos, un ferrer, i Perfecta del Fierro y Quimson, mestra d'escola.

### Vida escolar
Va rebre educació primària a Castillejos i educació secundària a l'Acadèmia Pampanga de Sant Narcís, Zambales. Posteriorment, Magsaysay va ingressar a la Universitat de les Filipines el 1927, on es va matricular en un curs de medicina prèvia. Va treballar com a xofer mentre estudiava enginyeria; i més tard, es va traslladar a l'Institut de Comerç del Col·legi José Rizal, ara Universitat José Rizal (1928–1932), on va aconseguir el títol de batxillerat en comerç. Posteriorment va treballar com a mecànic d'automòbils en una empresa d'autobusos (Florida) i superintendent de taller.

### Carrera durant la Segona Guerra Mundial

Magsaysay com a guerriller durant la Segona Guerra Mundial

En esclatar la Segona Guerra Mundial, es va unir al grup motoritzat de la 31a Divisió d'Infanteria de l'Exèrcit de les Filipines. Quan Bataan es va rendir el 1942, Magsaysay va escapar a les muntanyes, evadint per poc l'arrest japonès en almenys quatre ocasions. Allà va organitzar les Forces Guerrilleres de Luzón Occidental, i va ser nomenat capità el 5 d'abril de 1942. Durant tres anys, Magsaysay va operar sota el famós equip guerriller del Coronel Merrill i va participar en combat a Sawang, Sant Marcelino, Zambales, primer com a oficial de subministraments amb nom en codi Chow i més tard com a comandant d'una força forta de 10.000 soldats. Magsaysay va ser un dels artífexs de la neteja de la costa de Zambales dels japonesos abans del desembarcament de les forces nord-americanes juntament amb les tropes de la Commonwealth de les Filipines el 29 de gener de 1944.

### Família
Es va casar amb Luz Magsaysay (cognom de soltera, Banzon) el 16 de juny de 1933 i van tenir tres fills: Teresita "Sita" (1934–1979), Milagros "Mila" (n. 1936) i Ramon "Jun" Banzon-Magsaysay, Jr (n. 1938).

### Cambra dels Representants
El 22 d'abril de 1946, Magsaysay, encoratjat pels seus exguerrillers, va ser triat pel el Partit Liberal per a la Cambra de Representants de les Filipines. El 1948, el president Manuel Roxas va triar Magsaysay per anar a Washington com a president de la Comissió d'Afers Guerrillers, per ajudar a assegurar l'aprovació del Projecte de Llei de Veterans de Rogers, donant beneficis als veterans filipins. En l'anomenada "elecció bruta" de 1949, va ser reelegit per a un segon mandat en la Cambra de Representants. Durant tots dues legislatures va ser President del Comitè de Defensa Nacional de la Càmera.

### Secretari de defensa nacional
A principis d'agost de 1950, va oferir al president Elpidio Quirino un pla per lluitar contra la guerrilla comunista, utilitzant les seves pròpies experiències en la guerra de guerrilles durant la Segona Guerra Mundial. Després d'alguns dubtes, Quirino es va adonar que no hi havia alternativa i va nomenar el Secretari de Defensa Nacional de Magsaysay el 31 d'agost de 1950. Va intensificar la campanya contra la guerrilla Hukbalahap. Aquest èxit va ser degut en part als mètodes poc convencionals que va prendre d'un ex expert en publicitat i agent de la CIA, el coronel Edward Lansdale. En la contrainsurgència, tots dos van utilitzar soldats desplegats que distribuïen productes de socors i altres formes d'ajuda a les comunitats perifèriques i provincials. Abans del nomenament de Magsaysay com a Secretari de Defensa, els ciutadans rurals miraven l'exèrcit filipí amb apatia i desconfiança. No obstant això, el mandat de Magsaysay va millorar la imatge de l'Exèrcit, que va guanyar respecte i admiració.
El juny de 1952, Magsaysay va realitzar una gira de bona voluntat als Estats Units i Mèxic. Va visitar Nova York, Washington, D.C. (amb una revisió mèdica a l'Hospital Walter Reed) i Ciutat de Mèxic, on va parlar en la Convenció Anual Internacional de Lleons.
El 1953, el president Quirino va pensar que l'amenaça dels huks estava sota control i el secretari Magsaysay s'estava afeblint massa. Magsaysay es va trobar amb la interferència i l'obstrucció del president i els seus assessors, per temor al fet que poguessin ser destituïts en les properes eleccions presidencials. Encara que en aquest moment Magsaysay no tenia intenció de postular-se, se li va instar des de molts costats i finalment es va convèncer que l'única forma de continuar la seva lluita contra el comunisme i per a un govern per al poble, seria ser triat president, destituint l'administració corrupta. Això, en la seva opinió, havia causat el sorgiment de la guerrilla comunista per la mala administració. Va renunciar al seu càrrec com a secretari de defensa el 28 de febrer de 1953 i es va convertir en el candidat presidencial del Partit Nacionalista, disputant la nominació amb el senador Camilo Osías en la convenció nacional nacionalista.

### Elecció presidencial de 1953
Les eleccions presidencials es van celebrar el 10 de novembre de 1953. L'actual president, Elpidio Quirino, va perdre l'oportunitat d'un segon mandat complet com a president de les Filipines davant l'exsecretari de Defensa Magsaysay. El seu company de llista, el senador José Yulo, va perdre davant el senador Carlos P. García. El vicepresident Fernando López no es va postular per a la reelecció. Aquesta va ser la primera vegada que un president electe de les Filipines no procedia del Senat. A més, Magsaysay va començar la pràctica a les Filipines de "jingles de campanya" durant les eleccions, perquè una de les seves aficions i passatemps era ballar.
El Govern dels Estats Units, inclosa l'Agència Central d'Intel·ligència, va tenir una forta influència en les eleccions de 1953, i els candidats en les eleccions van competir feroçment entre si pel suport dels Estats Units.

## Presidència

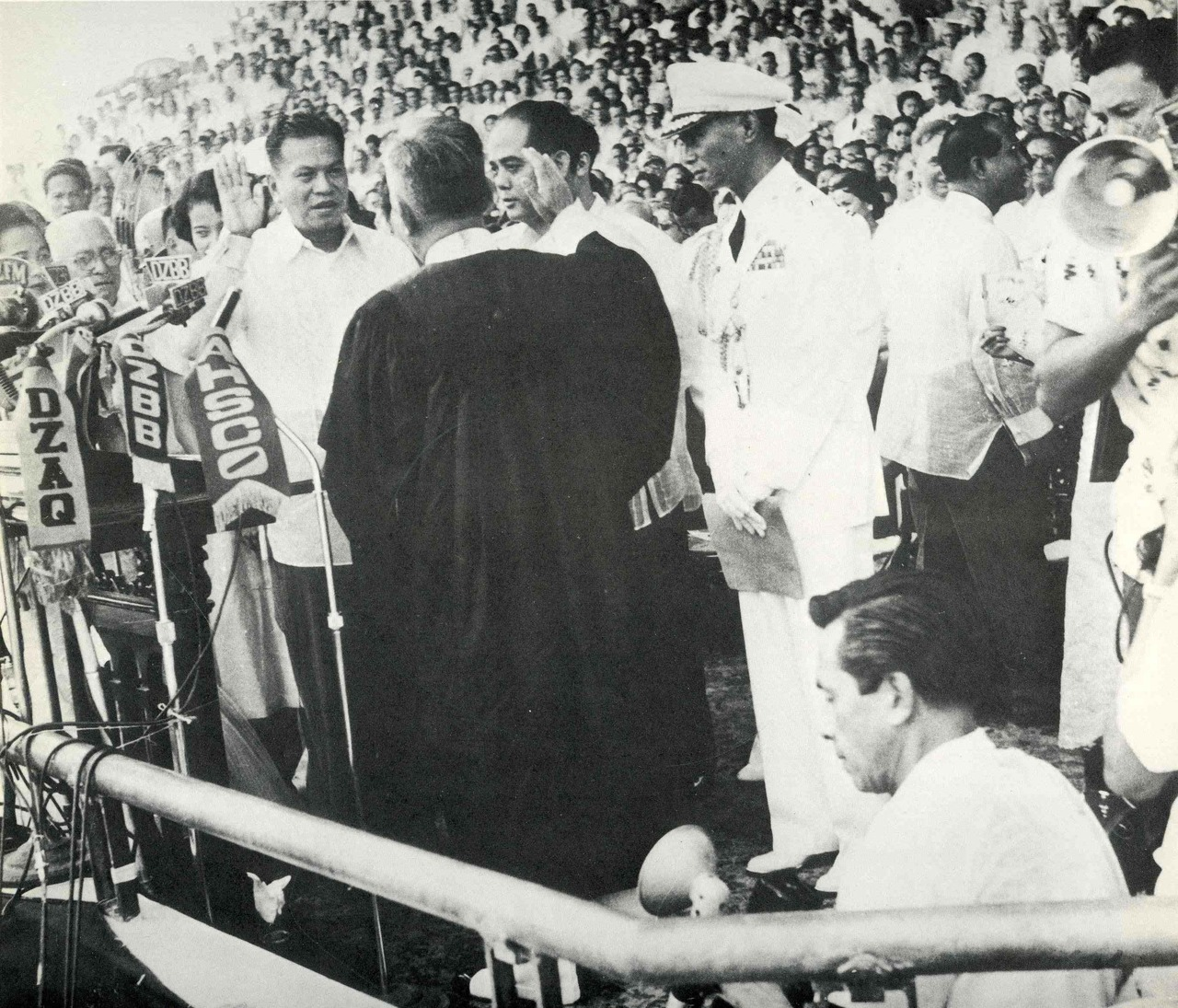
Ramón Magsaysay jura com a setè president de les Filipines, el 30 de setembre de 1953

En l'elecció de 1953, Magsaysay va ser escollit president de manera decisiva sobre el titular Elpidio Quirino.
Com a president, va ser un amic proper i partidari dels Estats Units i un portaveu vocal contra el comunisme durant la Guerra Freda. Va dirigir la fundació de l'Organització del Tractat del Sud-est Asiàtic, també coneguda com el Pacte de Manila de 1954, que tenia com a objectiu derrotar els moviments comunistes-marxistes al sud-est asiàtic, el sud d'Àsia i el Pacífic sudoccidental.
Durant el seu mandat, va fer de Malacañang literalment una "casa del poble", obrint les seves portes al públic. Un exemple de la seva integritat es va produir després d'un vol de demostració a bord d'un nou avió pertanyent a la força Aèria de les Filipines (PAF): el president Magsaysay va preguntar quins eren els costos operatius per hora per a aquest tipus d'aeronau, després va escriure un xec personal al PAF, cobrint el cost del seu vol. Va restablir la confiança del poble en els militars i al govern.
L'administració de Magsaysay va ser considerada una de les més netes i lliures de corrupció en la història moderna de les Filipines; El període de la seva presidència se cita sovint com els "Anys Daurats" de les Filipines. El comerç i la indústria van florir, l'exèrcit filipí estava al seu millor moment i el país va guanyar reconeixement internacional en esports, cultura i afers exteriors. Filipines va ocupar el segon lloc en una classificació dels països nets i ben governats d'Àsia.

## Mort

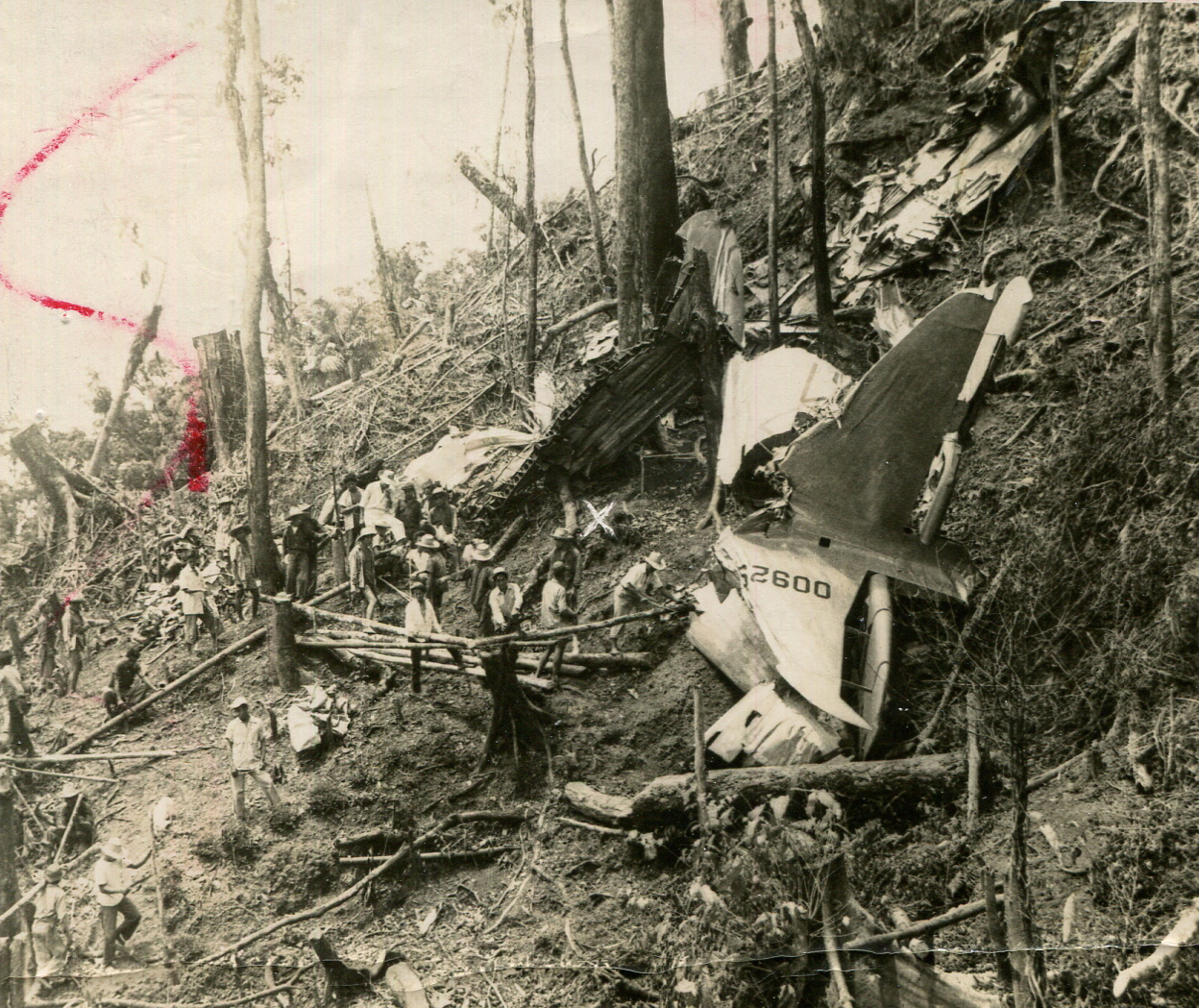
El lloc de l'accident de l'avió presidencial de Ramon Magsaysay a Mount Manunggal, Cebú

El període de Magsaysay, que finalitzaria el 30 de desembre de 1957, es va veure interromput per un accident aeri. El 16 de març de 1957, Magsaysay va deixar Manila per anar a la ciutat de Cebú, on va parlar en tres institucions educatives. Aquella mateixa nit, aproximadament a la 1 de la matinada, va pujar a l'avió presidencial "Mt. Pinatubo", un C-47, que tornava a Manila. En les primeres hores del matí del 17 de març, l'avió va ser reportat com desaparegut. Al capvespre, els diaris van informar que l'avió s'havia estavellat a la muntanya Manunggal de Cebú, i que 36 dels 56 passatgers a bord havien mort. El nombre real a bord era 25, inclòs Magsaysay. Només el periodista Néstor Mata va sobreviure. El vicepresident Carlos García, que era en una visita oficial a Austràlia en aquell moment, va assumir la presidència per servir els últims vuit mesos del mandat de Magsaysay.
S'estima que 2 milions de persones van assistir al funeral d'estat de Magsaysay el 22 de març de 1957. Va ser conegut pòstumament com el "Campió de les masses" i "Defensor de la democràcia".

## Guardons

### Nacionals
- Quezon Service Cross - pòstum (4 de juliol de 1957)
- Ordre del Cor Daurat, Membre - pòstum (17 de març de 1958)[9]

### Estrangers
- Tailàndia: Knight Grand Cordon de l'Ordre més Exaltada de l'Elefant Blanc (abril de 1955)
- Cambodja: Gran Creu de la Reial Orde de Cambodja (gener de 1956)